# Calabozo (Venezuela)
Calabozo es una ciudad venezolana, capital del municipio Francisco de Miranda y antigua capital del estado Guárico, ubicada en la Región de Los Llanos. Es conocida por ser uno de los centros agrícolas más importantes del país debido a su extensa producción de arroz, maíz, y otros cultivos. Se destaca por su Sistema de riego del Río Guárico, el cual es el más extenso del país, beneficiando a miles de hectáreas de tierras fértiles. Además, es reconocida por su riqueza histórica y arquitectónica, manteniendo el casco colonial más extenso de Venezuela.
Con una superficie considerable y una población de aproximadamente 161.492 habitantes según proyecciones para el año 2024, Calabozo ocupa un lugar importante en la vida económica y cultural de la región de los llanos venezolanos. El Embalse Ing. Generoso Campilongo, el más grande de Venezuela, juega un papel vital tanto para el riego de las tierras fértiles de la zona, siendo una obra de ingeniería significativa en Hispanoamérica.
La ciudad combina su patrimonio colonial con áreas urbanas más modernas, ofreciendo un contraste atractivo para sus visitantes. Además de su relevancia en el ámbito agrícola, Calabozo cuenta con su rica historia, habiendo sido la capital del estado Guárico en tiempos anteriores. Su ubicación geográfica, a 105 m s. n. m.. a orillas del Río Guárico y el embalse mencionado, le otorga un clima cálido y una gran variedad de paisajes.

## Toponimia
La toponimia de la ciudad de Calabozo, en el estado Guárico, Venezuela, tiene varias teorías sobre el origen de su nombre. Existen tres hipótesis principales:
Hipótesis geográfica: Sostiene que el río Guárico, al bordear la mesa donde se ubica la ciudad, forma un gran arco, similar a un antiguo instrumento de labranza español llamado "calabozo". Esta es la teoría más aceptada.
Hipótesis carcelaria: Propone que el conquistador español Garci González de Silva encerró a indígenas caribes en este lugar, lo que llevó a llamarlo "Calabozo", en referencia a un sitio de encierro.
Hipótesis autóctona: Introducida por el historiador Alfonso Espinosa, sugiere que la palabra deriva del nombre indígena "Calaboco", registrado en partidas de bautismo de la misión de Los Ángeles.
De las tres, la hipótesis geográfica es la más respaldada, mientras que la versión carcelaria carece de fundamento histórico.

## Historia

### Historia y hechos
En marzo de 1723, los misioneros capuchinos andaluces Bartolomé de San Miguel y Fray Salvador de Cádiz reunieron 520 indios de las riberas del Orinoco de naciones guaiqueríes, mapoyes, tamanacos, otomacos, abaricotos y güires en dos pueblos llamados la Santísima Trinidad de Calabozo y Nuestra Señora de los Ángeles de Calabozo.  Cada grupo indígena formaba un barrio separado y entre ambos pueblos había una legua de distancia. A petición de los misioneros, el gobernador otorgó el 26 de noviembre de 1723 el permiso para erigir una villa de españoles en las cercanías, autorizada a su vez por el obispo el 15 de diciembre siguiente.
El 1 de febrero de 1724  se levantó una cruz y bendijo el sitio de la villa de Nuestra Señora de la Candelaria de Calabozo. Los hacendados de la zona obstaculizaron tanto a los indios como a los españoles el asentamiento, hasta que en 1726 el gobernador ordenó y repartió los solares y otorgó 5 leguas alrededor de la villa para los vecinos. En esta época se llama Villa de Todos los Santos de Calabozo. Una real cédula del 15 de febrero de 1738 confirmó la fundación, pues los terratenientes hostigaban incluso a través del gobernador, para que les fueran devueltas las tierras donde estaba la villa; de resultas de esto el 14 de septiembre de 1741 el gobernador ordenó que les fueran devueltas de nuevo las tierras a aquellos. El 14 de agosto de 1744, el padre Antonio de Jaén y 62 vecinos solicitaron al Consejo de Indias la reposición de la villa. Este otorgó el 6 de julio de 1751 lo que le correspondía a ésta y a las Misiones de la Santísima Trinidad y Nuestra Señora de los Ángeles, una legua en rededor a cada una. El título de villa fue confirmado por real cédula del 20 de abril de 1774.
El 16 de marzo de 1780 fue visitada por el obispo Mariano Martí; se estaba haciendo la iglesia y según él no era de los pueblos más ricos ni más pobres de la provincia. Tenía hatos de ganado vacuno, mular y caballar que surtían a Caracas. En esta ocasión fundó Martí la primera escuela de Calabozo. Su primer cabildo se formó el 1 de enero de 1776 con alcaldes ordinarios, de la hermandad, alférez real, alguacil mayor y regidores. Tenía 428 casas y 3448 habitantes.
Alexander von Humboldt llegó a Calabozo a mitad de marzo de 1800 y permaneció varios días en la zona. Relataba que en aquel momento la ciudad contaba con apenas 5000 habitantes y se asombra de encontrar baterías, electrómetros, electróforos, etc., hechos por Carlos del Pozo y Sucre quien no conocía otros instrumentos que los suyos y no tenía a nadie a quien consultar.
El 31 de julio de 1811, el Cabildo de la ciudad, de acuerdo con la Junta de Caracas, proclama la independencia absoluta y el 15 de agosto recibe al presbítero José Cortés de Madariaga, quien regresa de Bogotá, a donde fuera enviado por el gobierno para firmar un tratado de amistad, alianza y unión federativa; tales gestiones son antecedentes de la acción diplomática de Simón Bolívar años después. Calabozo será durante la Guerra de Independencia de Venezuela centro de la acción militar en el llano. Un día en poder de los republicanos, otro en el de los realistas.
La ciudad sufrirá los estragos de la violencia prolongada. José Tomás Boves, quien estaba confinado en ella desde 1808, hará de Calabozo su cuartel general. fue tomada por el Libertador, quien obligó temporalmente al general Pablo Morillo a retirarse, en la batalla del 12 de febrero de 1818. 
Batalla de Calabozo

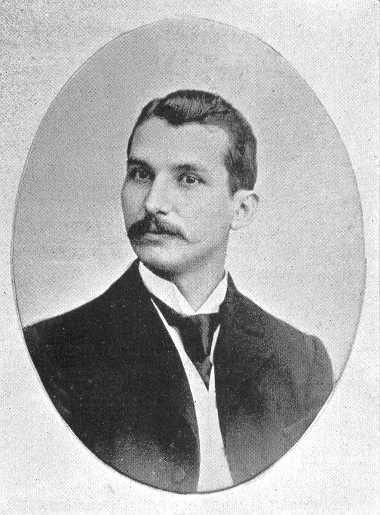
Francisco Lazo Marti, poeta calaboceño.

En la campaña del Centro, el 12 de febrero de 1818, Simón Bolívar y José Antonio Páez tuvieron un enfrentamiento decisivo durante la Guerra de Independencia de Venezuela con un ejército unido de 3500 soldados, cayendo por sorpresa sobre Calabozo, donde estaba atrincherado el general Pablo Morillo. En lo más enconado de la acción, Morillo utilizó los últimos recursos ordenando a tres compañías del Batallón Navarra que auxiliaran a los compañeros maltrechos, pero la caballería de José Antonio Páez las destrozó, ganando la batalla.
El ataque de las fuerzas patriotas se caracterizó por una estrategia coordinada, donde Bolívar dividió sus tropas en columnas de infantería y caballería. A pesar de las dificultades iniciales y emboscadas por parte de las fuerzas realistas, la superioridad numérica y el liderazgo de Bolívar permitieron a los patriotas ganar terreno. El enfrentamiento se desarrolló principalmente como una lucha de caballerías, con las fuerzas realistas siendo finalmente forzadas a retirarse hacia la ciudad, donde buscaron refugio.
El jefe realista, con su golpeado ejército queda reducido a la ciudad de Calabozo. Bolívar ordenó poner sitio a la ciudad y ofreció indulto a Morillo, quien terminó evacuando Calabozo dos días más tarde y se trasladó a El Sombrero. La batalla de Calabozo, dada este día, fue desastrosa para el jefe realista, que perdió casi toda la caballería y uno a uno a los valientes de la infantería.

### Etapa republicana
Antes de la campaña de Carabobo de 1821, Calabozo fue acantonamiento de las tropas realistas. Se fundó el Colegio Nacional en 1839. Tuvo su primera imprenta en 1842. El 4 de febrero de 1848, José Antonio Páez se levantó en Calabozo contra el gobierno de José Gregorio Monagas. En 1863 pasó a ser sede del obispado de su nombre; su primer obispo fue Salustiano Crespo, quien murió allí. En 1864 el general Zoilo Medrano tomó Calabozo y se convirtió en el primer presidente del estado Guárico. Entre 1877 y 1878 residió allí el médico alemán Carl Sachs, quién llevó a cabo estudios sobre el temblador (Gimnotus electricus).
Fue la primera capital del Estado Guárico en 1848 cuando el caudillo y Presidente de la República José Tadeo Monagas funda el Estado Guárico, deslindándolo de Caracas. En 1934, pierde definitivamente la capital por decisión del entonces dictador Juan Vicente Gómez quien pasa a Barbacoas, Taguay y otros asentamientos que pertenecían a Guárico a pertenecer al Estado Aragua y San Juan de los Morros que pertenecía a Aragua pasa de un plumazo a pertenecer al Estado Guárico y por ende pasa a erigirse como la nueva capital del Estado Guárico.

### Actualidad
En 2018 se dieron Saqueos en Calabozo.

## Símbolos

### Escudo
El escudo de la Villa de Calabozo, en Guárico, Venezuela, fue creado tras el reconocimiento de la ciudad como "Villa" por el Consejo de Indias el 19 de agosto de 1773. El apoderado Gómez Cos presentó el diseño del escudo seis días después de que el Conde de Valdellano lo solicitara. Dado el corto tiempo y la falta de conocimiento sobre la región, el escudo resultante tenía un carácter genérico, similar a cualquier ciudad europea.
El escudo mostraba una villa real rodeada de murallas, con construcciones altas, torres, una iglesia, árboles, montañas, ganado, y un pastor tocando una zampoña. Además, incluía una corona real y dos leones como ornamentos exteriores. Sin embargo, este diseño no reflejaba las características de la rústica y cálida Villa de Calabozo en los llanos venezolanos.

### Himno
El Himno de la Villa de Todos los Santos de Calabozo, conocido como el Himno de Calabozo o Villa Heroica, es una composición que representa a la ciudad de Calabozo, La letra fue escrita por Rafael Delgado y la música compuesta por Rafael Santamaría. El himno destaca la fundación de la ciudad, sus héroes y su desarrollo histórico, con referencias a su origen misional y su crecimiento en la llanura venezolana.
El coro exalta la "titánica acción misional" y menciona la fundación de la ciudad en un "lindo vergel". Las estrofas evocan su pasado heroico, sus hijos valientes, y los elementos naturales del llano, como la "espiga dorada" y el "verde palmar", que simbolizan la prosperidad y el futuro prometedor de Calabozo.

## Geografía física

### Localización
Calabozo se encuentra al sur de la capital del estado, San Juan de Los Morros. La ciudad está situada a 105 m sobre el nivel del mar, en una región de llanuras que se extiende a lo largo del río Guárico, lo que le proporciona un entorno propicio para la agricultura y la ganadería. Geopolíticamente, Calabozo forma parte de la región de los Llanos, siendo un punto estratégico en la comunicación y el transporte dentro del país. Se localiza aproximadamente a 260 km al suroeste de Caracas, la capital de Venezuela, lo que la convierte en un importante centro económico y cultural en la zona.
| Noroeste: San Carlos/ Guardatinajas           | Norte: San Juan de los Morros/ Ortiz    | Nordeste: El Sombrero/ Palo Seco                    |
| Oeste: El Baúl                                |                                         | Este: El Calvario/ Las Mercedes                     |
| Suroeste: El Socorro de Portuguesa/ Arismendi | Sur: Corozopando/ San Fernando de Apure | Sureste: Parque Nacional Aguaro-Guariquito/ Cazorla |

### Relieve
El relieve de Calabozo es predominantemente plano, con algunas ondulaciones notables al este, especialmente en la zona de Nuestra Señora de Los Ángeles. La ciudad se sitúa a una altitud que varía entre 72 y 139 metros sobre el nivel del mar, lo que contribuye a su característica topografía.
A pesar de su planicie, Calabozo presenta algunos accidentes geográficos, como áreas bajas que se convierten en inundables durante el crecimiento desmedido del río Guárico. En estos casos, se activan las compuertas de la Represa de Calabozo para aliviar el embalse, lo que resalta la interacción entre el relieve local y la gestión del agua en la región

### Clima
El clima es típico de la región llanera, caracterizado por una temperatura promedio anual de 27.5 °C. Durante el año, las temperaturas pueden variar, alcanzando máximas de 36.4 °C y mínimas de 20 °C. Este clima se distingue por dos periodos bien definidos: el periodo de sequía, que se extiende desde noviembre hasta mayo, y el periodo de lluviosidad, que ocurre entre mayo y octubre.
Los meses más calurosos son marzo y abril, donde el calor puede ser particularmente sofocante, además de septiembre, cuando las temperaturas suelen ser más elevadas. Esta variabilidad climática influye en la vida diaria y las actividades económicas de la región, afectando tanto la agricultura como la ganadería.
Temperaturas y precipitaciones
| Parámetros climáticos promedio de Calabozo, Venezuela       | Parámetros climáticos promedio de Calabozo, Venezuela | Parámetros climáticos promedio de Calabozo, Venezuela | Parámetros climáticos promedio de Calabozo, Venezuela | Parámetros climáticos promedio de Calabozo, Venezuela | Parámetros climáticos promedio de Calabozo, Venezuela | Parámetros climáticos promedio de Calabozo, Venezuela | Parámetros climáticos promedio de Calabozo, Venezuela | Parámetros climáticos promedio de Calabozo, Venezuela | Parámetros climáticos promedio de Calabozo, Venezuela | Parámetros climáticos promedio de Calabozo, Venezuela | Parámetros climáticos promedio de Calabozo, Venezuela | Parámetros climáticos promedio de Calabozo, Venezuela | Parámetros climáticos promedio de Calabozo, Venezuela |
| Mes                                                         | Ene.                                                  | Feb.                                                  | Mar.                                                  | Abr.                                                  | May.                                                  | Jun.                                                  | Jul.                                                  | Ago.                                                  | Sep.                                                  | Oct.                                                  | Nov.                                                  | Dic.                                                  | Anual                                                 |
| ----------------------------------------------------------- | ----------------------------------------------------- | ----------------------------------------------------- | ----------------------------------------------------- | ----------------------------------------------------- | ----------------------------------------------------- | ----------------------------------------------------- | ----------------------------------------------------- | ----------------------------------------------------- | ----------------------------------------------------- | ----------------------------------------------------- | ----------------------------------------------------- | ----------------------------------------------------- | ----------------------------------------------------- |
| Temp. máx. media (°C)                                       | 33.6                                                  | 33.4                                                  | 34.1                                                  | 34.2                                                  | 32.6.                                                 | 32.5                                                  | 32.2                                                  | 32.1                                                  | 31.9                                                  | 32.8                                                  | 32.7                                                  | 33.2                                                  | 32.9                                                  |
| Temp. media (°C)                                            | 27.8                                                  | 28.8                                                  | 27.9                                                  | 27.2                                                  | 26.9                                                  | 26.8                                                  | 26.7                                                  | 27.2                                                  | 27.4                                                  | 27.6                                                  | 28.7                                                  | 28.9                                                  | 27.7                                                  |
| Temp. mín. media (°C)                                       | 20.8                                                  | 23.0                                                  | 23.6                                                  | 23.5                                                  | 22.1                                                  | 23.2                                                  | 22.6                                                  | 22.9                                                  | 23.2                                                  | 22.9                                                  | 23.6                                                  | 21.3                                                  | 22.7                                                  |
| Precipitación total (mm)                                    | 2                                                     | 1                                                     | 54.4                                                  | 98.7                                                  | 266.9                                                 | 125.7                                                 | 199.6                                                 | 187.9                                                 | 143.4                                                 | 169.6                                                 | 184.4                                                 | 43.3                                                  | 1476.9                                                |
| Fuente: The Weather Channel Interactive, Inc. Marzo de 2023 |                                                       |                                                       |                                                       |                                                       |                                                       |                                                       |                                                       |                                                       |                                                       |                                                       |                                                       |                                                       |                                                       |

### Hidrografía
La hidrografía está marcada por su inclusión en la cuenca hidrográfica del río Orinoco, destacando dos ríos principales: el río Guárico y río Orituco. El río Guárico, que se origina en Belén, Estado Carabobo, comienza como un pequeño riachuelo y se expande hasta convertirse en un río de caudal medio. Sus aguas son represadas en el Sistema de Riego Río Guárico, que es crucial para el riego agrícola de la región.
Por otro lado, el río Orituco desemboca por la zona sur de Calabozo, contribuyendo también al sistema hídrico local. Además de estos ríos superficiales, Calabozo cuenta con importantes fuentes de aguas subterráneas, formando parte del gran acuífero de los llanos, lo que proporciona un recurso vital para la población y la agricultura en la zona

### Pluviosidad
La pluviosidad es significativa, con un promedio anual de 1,476 mm de mm. Este régimen de lluvias es esencial para el desarrollo de la agricultura en la región, ya que proporciona el agua necesaria para los cultivos y ayuda a mantener la salud del ecosistema local.
La mayor parte de la precipitación se concentra durante la época de sol alto, que va de abril a octubre. Este patrón de lluvias intensas en los meses mencionados contribuye a la vitalidad de la vegetación y a la disponibilidad de recursos hídricos en la zona, influenciando así la vida cotidiana y las actividades económicas de la población.

## Ecología

### Fauna
La fauna de la Ciudad de Calabozo es variada existe una biodiversidad abundante, se encuentran reptiles como el Caimán del Orinoco, Galápagos, anacondas, babos, que son especies de cocodrilos pequeños que viven en caños y ríos, cascabeles, corales, morronas, verdigallas, tragavenados especies de boas constrictoras de nuestros llanos, diversas especies de garzas (aves zancudas y que se alimentan también de peces pequeños), entre los mamíferos están: el rabipelado especie de marsupial originario de Suramérica, lapas, chigüires (capibaras), cunaguaros, venados, el mono araguato, el oso palmero, el cachicamo (armadillo), felinos como el puma, delfines de agua como la tonina, nutria o perro de agua, entre las aves están: el turpial, arrendajo, guacharacas, patos guirirí, gavilanes, cotuas, azulejos, cardenalitos, canarios, cristofue, lechuzas, zamuros gavilanes, tingo tingo, pericos, loros, guacamayas y otras aves exóticas, en la Represa Generoso Capilongo encontramos: curbinas, bagres, pavones, y otras especies comestibles de peces.

### Flora
El paisaje que rodea a Calabozo ha permitido el auge de la ganadería vacuna y equina, a pesar de las muy marcadas estaciones de sequía y lluvia. Las tierras ribereñas del río Guárico, así como las de sus afluentes, han sido buenas para un crecimiento mínimo de pasto, necesario para el sostén de la ganadería. El río Orituco, afluente del Guárico, tenía excepcional importancia. Los hatos se distribuyeron por los espacios llaneros y los dueños de estas unidades de producción encontraban en Calabozo un centro político-administrativo, además del ambiente que centralizaba la vida comercial y social. Los problemas derivados de las sequías estacionales se solucionaron en 1956, con la construcción del Embalse Ing. Generoso Campilongo cercano a Calabozo que permite el riego en las tierras del pie de la terraza fluvial, tanto de los pastos artificiales como de los cultivos comerciales; cubre 23.150 ha y alcanza una longitud de 15 km. La vegetación de Calabozo está formada por gramíneas diseminadas en extensas llanuras, que se ven ininterrumpidas por mogotes y bosques de galería a orilla de los ríos. Entre las formaciones más básicas están: la mata llanera, pastos de sabana, esteros, y morichales donde prevalece la palma de moriche.

## Demografía
En los últimos 40 años, Calabozo ha experimentado una transformación significativa, pasando de ser un centro urbano con una economía llanera tradicional a convertirse en una ciudad con una diversidad de actividades orientadas a satisfacer las necesidades de bienes y servicios de la región. Actualmente, Calabozo sirve como centro para las parroquias de Calabozo, El Calvario, El Rastro y Guardatinajas. La población ha crecido notablemente, comenzando con 4 712 hab en 1950, aumentando a 15 738 hab en 1961, 38 360 hab en 1981, y alcanzando 79 578 hab en 1990 (92 486 para todo el municipio) y 100 559 en 2001. Según el censo de 2011, la población se elevó a 131 989 habitantes, con proyecciones que estiman 178 605 para el año 2025, según el Instituto Nacional de Estadística (INE).

## Vías de transporte y comunicaciones

### Transporte aéreo
Cuenta con un aeropuerto nacional que ofrece dos vuelos semanales hacia el Aeropuerto Internacional Simón Bolívar de Maiquetía, operados por la aerolínea Aerocaribe. Ubicado en el centro de la ciudad, el aeropuerto es de fácil acceso y cuenta con personal del Instituto Nacional de Aeronáutica Civil (INAC). El actual jefe de la torre de control es el CTA I David Barrios.
En la historia del aeropuerto, destaca el trágico suceso ocurrido en 1960, cuando tuvo lugar el primer atentado terrorista aéreo en Venezuela, con el secuestro del Vuelo 304 de Linea Aeropostal Venezolana cerca de Calabozo. Este evento marcó un hito en la historia de la aviación en el país.
- Acerca de Aeropuerto de Calabozo.

### Vías de acceso
Calabozo es un importante centro de conexión en el estado Guárico, situado a 260 km de Caracas, con acceso principal a través de la Troncal 2. Esta ciudad se comunica con todas las regiones del país a través del Puente Aldao, teniendo conexiones hacia el norte, sur, este y oeste. Cuenta con cuatro entradas principales: al norte por la vía de Dos Caminos, al sur por la ruta hacia San Fernando de Apure, al oeste-norte por El Sombrero, y al oeste-sur por Paso El Caballo, que lleva al parque nacional Aguaro-Guariquito.
Dentro de la ciudad, la Avenida Francisco de Miranda es la arteria vial más importante con 10.1 km de longitud, siendo la avenida más larga del Estado Gúarico, facilitando el tráfico y el acceso local. Esta ubicación estratégica convierte a Calabozo en uno de los principales ejes de transporte y conexión en el estado Guárico, reforzando su rol como núcleo económico y social de la región.

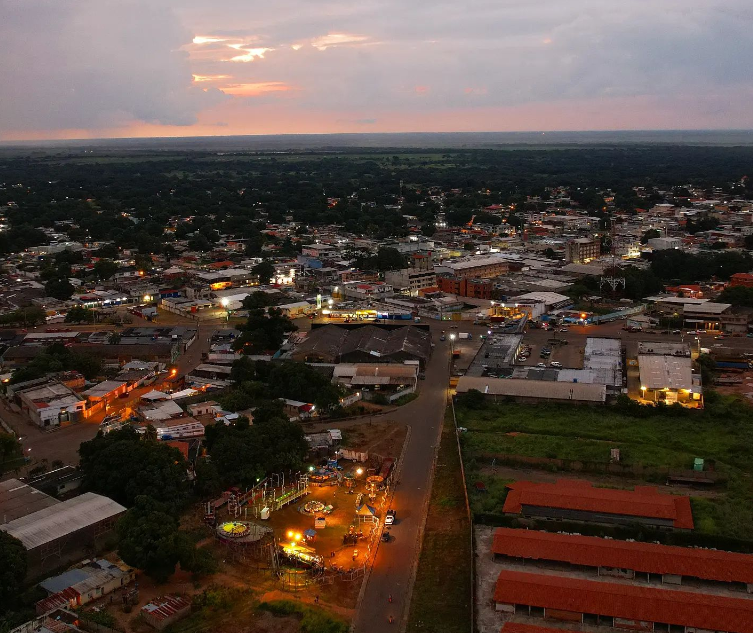
Vista área de Calabozo

## Economía
La economía de Calabozo se caracteriza principalmente por su actividad agropecuaria y ganadera, siendo la siembra de arroz y la cría de ganado las principales fuentes de ingresos para la población local. La región es conocida por la producción de cultivos como arroz, maíz, y yuca, así como por la cría de ganado bovino, lo que la convierte en un importante centro de producción de alimentos en el país.

### Industria
La agroindustria de Calabozo es un pilar fundamental de su economía, centrada en la transformación y comercialización de productos agrícolas y ganaderos. Ubicada en el corazón de los llanos venezolanos, la región es ideal para el cultivo de diversos productos. La abundancia de recursos hídricos, como ríos y embalse, favorece el riego y permite maximizar la productividad de los cultivos, tanto para el consumo local como para la exportación a otras áreas de Venezuela.
La cría de ganado, especialmente bovino, también juega un papel crucial en la agroindustria de Calabozo. Esta actividad es la principal fuente de ingresos para muchas familias en la región, con la producción de carne y productos lácteos, como queso y mantequilla, siendo especialmente significativa. La ganadería no solo sustenta la economía local, sino que también contribuye a la seguridad alimentaria de la población.
A pesar de su potencial, la agroindustria de Calabozo enfrenta desafíos como la escasez de insumos, la inflación y la inestabilidad económica del país. Sin embargo, existen oportunidades para el crecimiento y la diversificación, tales como la adopción de técnicas de cultivo sostenibles y el uso de tecnología en la producción. Estas iniciativas no solo agregarían valor a la producción local, sino que también generarían empleo y mejorarían las cadenas de suministro, fortaleciendo así el sector agroindustrial en la región.

### Agricultura
La agricultura de Calabozo se beneficia en gran medida del sistema de riego del río Guárico, lo que permite el cultivo de una amplia variedad de productos agrícolas. Entre los principales cultivos se encuentran el arroz, maíz, legumbres, tabaco, tomates, pimentón, algodón y yuca. Estas condiciones favorecen no solo el crecimiento de estos cultivos, sino también la caza y el pastoreo, lo que contribuye a la diversidad económica de la región.
Calabozo se destaca como uno de los principales productores de arroz en Venezuela, gracias a sus tierras de alto pH, que son ideales para este cultivo. El arroz prospera en condiciones anaeróbicas, lo que significa que se desarrolla óptimamente en suelos inundados, un factor que se ve favorecido por el eficiente sistema de riego disponible en la zona. Esta capacidad de producción no solo abastece el mercado local, sino que también se destina a otras regiones del país, consolidando a Calabozo como un centro agrícola estratégico.

### Ganadería
La ganadería se caracteriza principalmente por la cría de ganado vacunos, que se ha visto favorecida por el pasto en amplias superficies dedicadas a la alimentación del ganado. Esta actividad ganadera se ha consolidado como una parte fundamental de la economía local, debido a la abundancia de recursos naturales que permiten un desarrollo óptimo del sector.
Uno de los aspectos más destacados de la ganadería en Calabozo es su producción lechera. La región es reconocida como uno de los principales productores de queso en los llanos, lo que resalta la importancia de la leche como una fuente de ingresos para los ganaderos. Esta industria no solo abastece el mercado local, sino que también contribuye al suministro nacional, posicionando a Calabozo como un referente en la producción láctea.

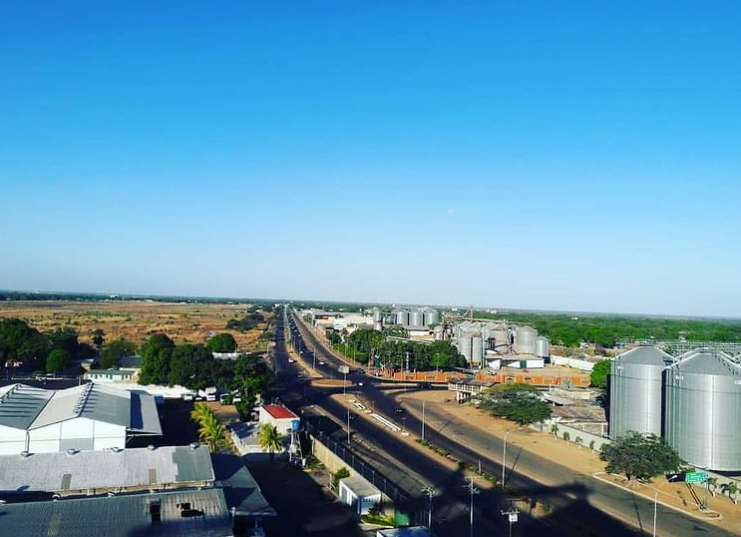
Calabozo, capital agroindustrial de Venezuela

### Actividades económicas
El comercio, las empresas agroindustriales y el sistema de riego ha favorecido el cultivo de arroz, maíz, legumbres, tabaco, tomates, pimentón, algodón y yuca entre otros como la caza y el pastoreo. Calabozo es el principal productor de arroz de Venezuela sus tierras con alto ph son excelentes para este cultivo que crece en condiciones anaeróbicas. Es precisamente el cultivo del arroz quien ha llevado a calabozo ser productora de este cereal.

### Gastronomía
Cuenta con una gran variedad gastronómica, platos típicos como el gallopinto, pisillo de pescado, de venado, chigüire; la carne en vara, el queso de mano, el hervido de res, mondongo, carne molida con espagueti, bollitos con chicharrón, hervido cruzado, pastel de morrocoy, parrilla llanera, carne guisada, pisillo de chigüire en Semana Santa, pabellón criollo, el paloapique, dulces criollos como jalea, conservas, catalinas, papelón etc. Jugo de mango, de parchita, guanábana, carato de harina de maíz, chicha criolla, guarapita, coctel de frutas. Y durante todo el año puede encontrar varios sitios con venta de cachapas con cochino frito.

## Educación
Suman entre Instituciones Privadas y Públicas 230, y cuenta con 7 Instituciones Universitarias Con un Total de 237 Instituciones Educativas.

### Institutos universitarios
- Universidad Nacional Experimental Rómulo Gallegos (UNERG) — Núcleo de Calabozo.
- Instituto Universitario Monseñor Arias Blanco
- Colegio Universitario de Administración y Mercadeo Archivado el 17 de marzo de 2008 en Wayback Machine.
- Universidad Nacional Abierta
- Instituto Politécnico Universitario de Tecnología de los Llanos
- Misión Sucre (Sede Calabozo)

### Bibliotecas
- Biblioteca Pública Ana Luisa Llovera Infocentro
- Biblioteca de CORPOLLANOS
- Biblioteca Universidad Rómulo Gallegos
- Biblioteca del Instituto Universitario de Tecnología de los Llanos
- Biblioteca del Ateneo de Calabozo

## Deportes
Actualmente, Calabozo cuenta con un equipo profesional de fútbol en la Tercera División de Venezuela llamado Guárico FC. Históricamente, la ciudad ha tenido otro equipo llamado Arroceros de Calabozo, que realiza sus entrenamientos y partidos en el Estadio Alfredo Simonpietri, con una capacidad para 2,500 personas. Además, la ciudad dispone de un centro olímpico, aunque este se encuentra en condiciones poco funcionales. Dicho centro incluye un polideportivo, un estadio de béisbol y un domo, y se espera que mejore para el disfrute deportivo de los habitantes de la ciudad.

## Sitios de interés

### Embalse Ing. Generoso Campilongo
Lo primero que vemos al llegar a Calabozo es su impresionante e inmensa represa de nombre Embalse Ing. Generoso Campilongo, en honor al ingeniero de origen Italiano quien diseñó y construyó dicha presa; construida en 1956. Esta represa es una de las más grandes de Venezuela y de toda América Latina. Más adelante podremos observar más sobre esta represa construida en la época del General Marcos Pérez Jiménez y que alimenta el sistema de riego de la zona y convierte a estos llanos en enormes productores de arroz.

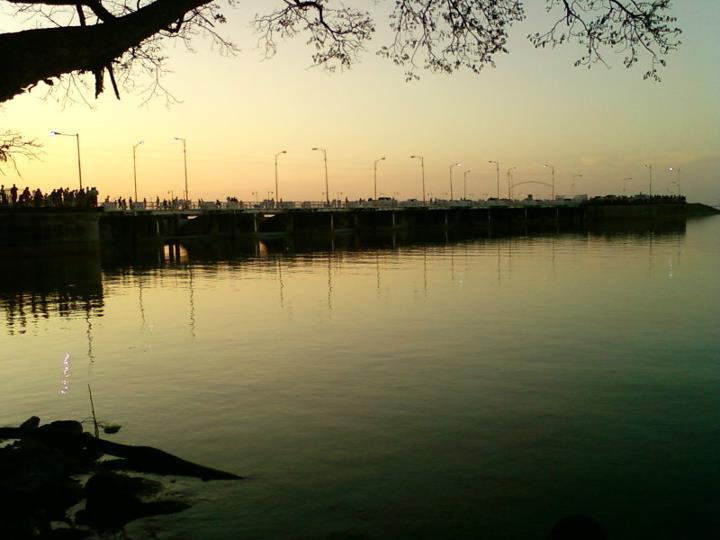
Embalse Ing. Generoso Campilongo

### Parque nacional Aguaro-Guariquito
En 1974, el Gobierno Nacional, mediante el Decreto n.º 1.686 de fecha de 7 de marzo, creó el parque nacional Aguaro-Guariquito sobre una extensión de tierras situadas al Sur del Estado Guárico, en jurisdicción de los Municipios Francisco de Miranda y Municipio Juan José Rondón. Este gran Parque de llanura comprende 569 000 ha lo que le sitúa, por su tamaño, en el quinto lugar de los Parques nacionales de Venezuela.

### Sitios históricos

#### Catedral metropolitana
Construida entre 1754 y 1790, es la mejor muestra de la influencia barroca sobre la arquitectura religiosa en Venezuela. Adentro podemos observar varios salones dedicados a los Arcángeles, a la Eucaristía, al Santo Sepulcro, etc. En las afueras se puede observar de que están hechas sus paredes y aunque los relojes ya no funcionan se puede ver como parte de su fachada. Los vitrales así como sus esculturas son piezas de una gran belleza que adornan esta arquitectura barroca de la época colonial. Esta es una de las pocas conservadas del País.

#### Iglesia Nuestra Señora de Las Mercedes
La Iglesia Nuestra Señora de Las Mercedes es una de las maravillas que guarda Calabozo. Con una hermosa placita al frente que tiene en el centro la estatua de uno de los caudillos más famosos de Venezuela, José Antonio Páez, además de conservar la cúpula dorada.

#### Iglesia Nuestra Señora de El Carmen
La iglesia Iglesia Nuestra Señora Del Carmen fue declarada Monumento histórico desde 1979, nombrado por la UNESCO, destaca por su altura, su construcción se inició en el año 1835 y fue bendecida en el año 1846.

#### Iglesia Nuestra Señora de Los Ángeles
Esta es la Iglesia más antigua de la ciudad, alejada del centro de la ciudad, con estilo colonial de una sola nave, perteneció al antiguo pueblo de fundación llamado Nuestra Señora de los Ángeles corresponde a la década del siglo XVIII, se conserva en buen estado.

#### Museo de La Ciudad
Antigua casa de la familia valera, donde podemos ver una de las entradas al túnel de Calabozo, este túnel, construido a finales del siglo XVIII, conectaba las iglesias de Calabozo y servía como vía de escape a algunas familias que tenían acceso a este en la época de la guerra de la independencia, además cuenta con la colección de Pines de la familia de Juan Vicente Torrealba.La casa donde funciona el museo fue adquirida por la Alcaldía del municipio en el año 2004, después de adquirida la misma se iniciaron los planes para la pronta creación del Museo de la Ciudad;Idea que desde hacía siglos inquietaba a muchos Calaboceños, en décadas recientes se realizaban iniciativas en algunos espacios públicos (Casa de la Cultura, etc) exhibiendo muebles antiguos, cuadros, máquinas de coser, ropa, documentos, enceres, y reliquias que poseían o pedían prestadas los organizadores a las familias Calaboceñas, muchos intentos fueron infructuosos para la creación de este museo, hasta que en el año 2004 mismo año de adquisición de la casa.

#### Casco Histórico
Considerado el centro histórico más amplio del país, este sitio fue declarado como Zona de Valor Histórico el 22 de marzo de 1979. Esta significativa área constituye el centro histórico de la antigua Villa de Todos los Santos de Calabozo. Los monumentos arquitectónicos que allí se hallan, como la casa La Vianera, casa Juana María, casa de José Luis Ascanio Ducharne, casa natal de Luis Sanojo, casa Rodríguez Landaeta, biblioteca pública Ana Luisa Llovera y las plazas Los Obispos y Páez, entre otros, datan de los siglos XVIII, XIX y primera mitad del XX.

#### Plaza Bolívar de Calabozo
La Plaza Bolívar de Calabozo, es una de las plazas más importante con las que cuenta Venezuela, por ser muy parecida a la Plaza Bolívar de Caracas y Coro siendo las únicas con rejas perimetrales. Esta emblemática plaza, que abarca una manzana, está ubicada frente a la Catedral Metropolitana y constituye el núcleo fundacional de la ciudad, que data de 1724.
Fue intervenida en 1930 y luego en los años 1993 y 1995. Durante la primera remodelación se le agregó a su espacio una reja perimetral metálica y varios faroles para su iluminación, mientras que en la segunda intervención se le instalaron bancos de concreto y el nuevo revestimiento de las caminerías de terracota y cemento, además de la intervención de un viejo quiosco al que le instalaron nuevas rejas y una cubierta de madera con tejas asfálticas verdes.
En el cruce de las dos caminerías principales, compuesta por las dos diagonales que parten de los accesos de las esquinas, se observa la estatua ecuestre de bronce del Libertador Simón Bolívar elaborada en 1930, apoyada sobre un podio de mármol.

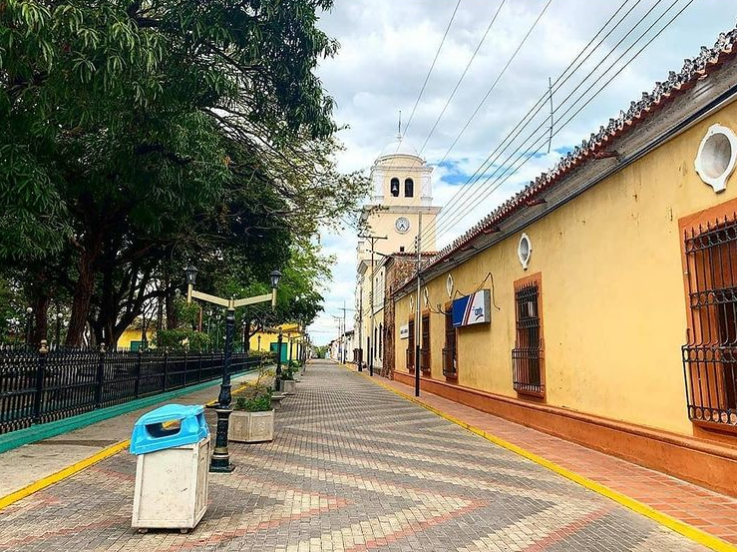
Casco histórico

#### Casa de los obispos
En la calle 4 con carrera 14, a unas cuadras de la plaza Bolívar, encontramos la casa donde Boves fundó una pequeña pulpería. Esto le permitió cultivar la amistad de todos los llaneros. Además, hombre de espíritu aventurero, no tardó en adquirir todas las costumbres llaneras.

#### Casa de la Cultura Francisco Lazo Martí
Casa de la Cultura Francisco Lazo Martí: Ubicada en Calabozo, en la Calle 5 con carrera 13. Se trata de una edificación en esquina construida en el siglo XVIII, pareada, alineada, de un piso y con fachada orientada hacia el norte, ubicada dentro de la Zona de Valor Histórico, declarada como tal en 1979. Su planta es cuadrada, organizada bajo un esquema funcional de cuatro corredores alrededor de un patio central; el corredor norte funciona como eje de circulación, al que se le accede desde la calle por medio del zaguán. Los diferentes ambientes ubicados en torno al patio son destinados a las actividades culturales y administrativas, tales como salas de exposiciones y de teatro.

## Parroquias
De esta ciudad dependen la parroquias:
- Guardatinajas
- El Rastro
- El Calvario